# Front Froid éditions
Pour les articles homonymes, voir Front froid.
Front Froid est une maison d’édition québécoise fondée en 2007 par Olivier Carpentier et Gautier Langevin.

## Historique
La maison d'édition est fondée en 2007 ou 2008 par l’éditeur Gautier Langevin et Olivier Carpentier ; le collectif reçoit une subvention du Conseil des arts et lettres du Québec. Elle publie depuis 2008 un collectif annuel, Le Front, qui connaît huit numéros. Après les collectifs, le groupe publie des albums individuels. Front Froid est un « organisme d’économie sociale ».
À partir de 2007, le collectif Le Front publie plus d’une trentaine de jeunes artistes différents, dont plusieurs sont en 2021 des professionnels du milieu. En 2012, une nouvelle collection nommée « Anticyclone » est mise sur pied : elle publie des œuvres complètes de certains membres de Front Froid après évaluation par un comité de sélection comprenant un journaliste BD. Issue de cette collection, vient la série « Hiver nucléaire ». En 2016, d'après La Presse, les titres publiés par Front froid « font partie de ce qu'on pourrait appeler la bédé de genre : récits fantastiques, sciences-fictions, westerns, polars ».
« Renaud Plante et Marie-Claude Pouliot, deux anciens de Somme toute (éditeur) et Mécanique Générale, s'associent à partir de 2019 aux éditions Front Froid » avec la ligne « Nouvelle adresse ». La même année, Front Froid acquiert une partie du catalogue du Studio Lounak tout en poursuivant de publier des récits associés aux littératures de l'imaginaire.

## Ouvrages notables

### Collection Front Froid
- La Petite révolution, de Samantha Leriche-Gionet
- Émeute à Golden Gate, de Jeik Dion et Jeremy Kauffman
- Le Seigneur de Saint-Rock, de Valmo et Francis Desharnais
- Far Out t.1, d'Olivier Carpentier et Gautier Langevin
- Far Out t.1, d'Olivier Carpentier et Gautier Langevin
- Far Out t.3, d'Olivier Carpentier et Gautier Langevin
- L'Esprit du camp t.1, d'Axelle Lenoir
- L'Esprit du camp t.2, d'Axelle Lenoir
- Si on était, d'Axelle Lenoir
- L'Asile de St-Iscariote, de Jeik Dion, François De Grandpré et Sylvain De Carufel
- Turbo Kid : L'aventure perdue d'Apple, de Jeik Dion et RKSS
- Turbo Kid : Skeletron déchaîné, de Jeik Dion et RKSS
- Aliss, de Jeik Dion et Patrick Senécal (Coédition Alire)
- Utown, de Caroline Breault (CAB)

### Collection Nouvelle adresse
- Un jour de plus, de Philippe Girard (auteur)